# 배영서의 유쾌한 12시!
《배영서의 유쾌한 12시!》는 TBC Dream FM(대구 FM 99.3MHz)에서 2023년 1월 1일부터 2025년 1월 5일까지 2년간 방송했던 대구 경북 지역 라디오 예능 프로그램이었다.

## 프로그램 소개
하루 중 가장 반가운 시간. 어김 없이 배꼽 시계가 울리는 12시에 찾아갑니다. ♬12시에 만나요.

## DJ
| 대수 | 진행자        | 진행 기간                       | 비고 |
| ---- | ------------- | ------------------------------- | ---- |
| 1대  | 배영서 리포터 | 2023년 1월 1일 ~ 2025년 1월 5일 |      |

## 코너

### 평일
- 2부 - 아리 SONG~퀴즈 (청취자 문자 참여) : 누구나 알 수 있는 노래 두 곡을 섞어서 들려 드려요. 잘 들으시고, 섞인 두 곡의 노래 제목을 정확히 맞혀주세요!
- 3부 (월요일) - 재미 백.배. 긴장 백.배.- 밸런스게임 (백승열) : “백”승열씨와 “배”영서씨, 두 사람이 겨루는 밸런스 게임. 백&배, 두 사람과, 청취자들, 함께 대결을 펼쳐보아요
- 3부 (화요일) - 유쾌한 라이브 : 매주 다양한 가수들을 초대해 그들의 음악 인생, 다양한 활동 얘기를 나누며 생생한 라이브로 정오의 흥을 북돋워드려요.
- 3부 (수요일) - 최초 공개 나의 환상의 로맨스 : 청취자 여러분의 로맨스, 사랑 이야기를 전해드려요. 내 반쪽, 내 인생의 선물인 그 사람과의 만남, 사랑의 이야기를 소개해드리고 당사자 두 분을 방송에서 전화연결해서 얘기도 나누고 퀴즈도 풀어요. 전화연결되면 장어 선물! 퀴즈 통과하시면 한우식사권까지!! 장어와 한우로 두 분의 사랑, 더 챙겨보세요~
- 3부 (목요일) - 고민의 여왕 (소통 전문가 문근영) : 일상 속 답답했던 고민들, 툭 털어놔 주세요. 소통 전문가 문근영씨와 함께 마음 비우기~어때요?
- 3부 (금요일) - 통계퀴즈 (강경석) : 일상의 재미있는 통계들을 알아보고  그 순위를 맞히는 시간. 리포터계의 새싹, 강경석씨와 함께 해요

### 주말
- 2부 - 나만의 플레이리스트  (나만의 플레이리스트 게시판으로 가기) : 청취자 1명이 추천하는 노래를 서너 곡 정도 한꺼번에 들려드려요. 여러분의 플레이리스트, 맘껏 공개해주세요.
- 3부 (토요일) - 볼륨업 텐션업! : 길에서 만난 시민들의 목소리와 신청곡을 전해드려요.

## 동시간대 관련 경쟁 프로그램
- 정오의 희망곡 이유진입니다 (대구MBC FM 4U)